# Адміністративний устрій Харківської області

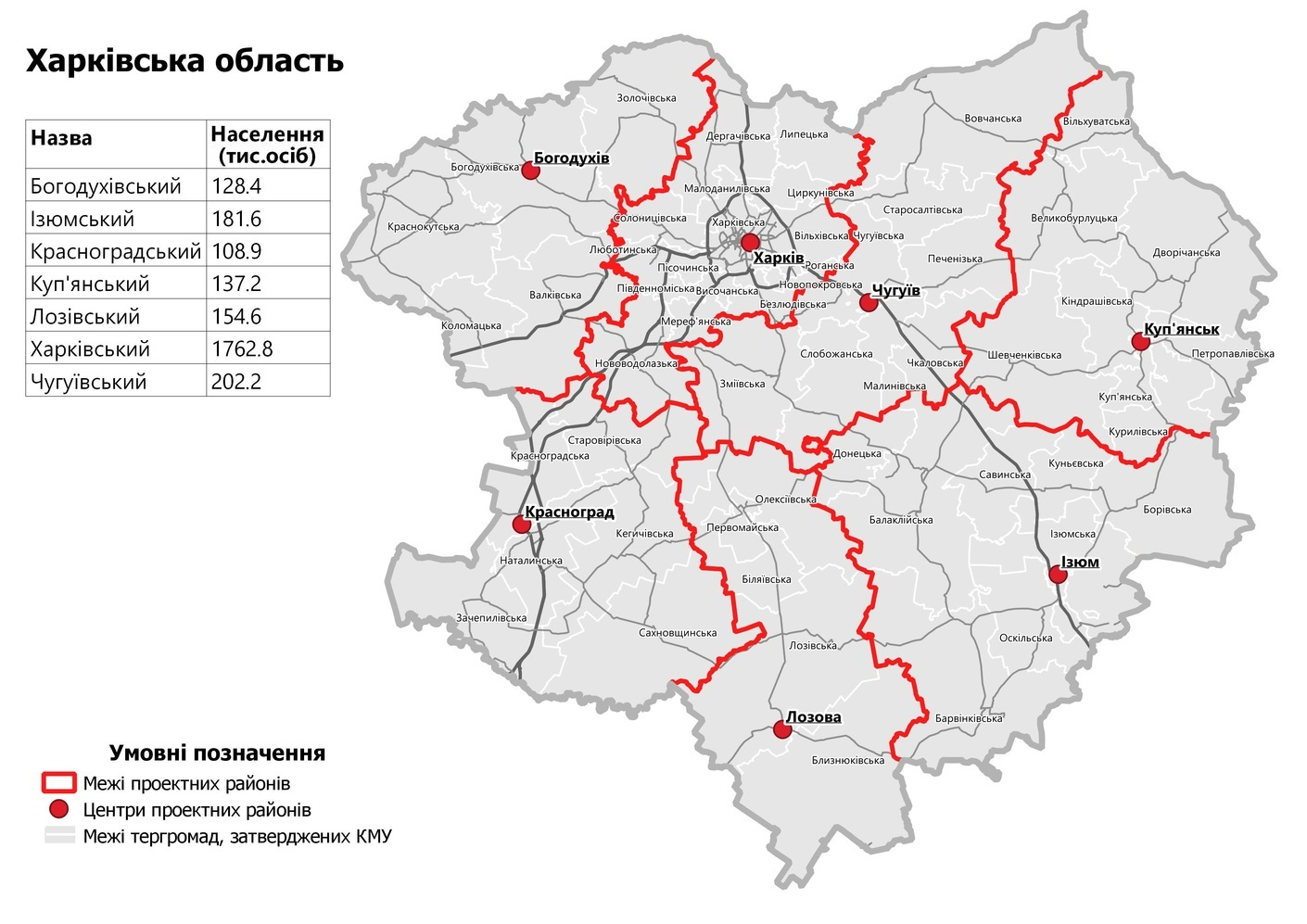
Сучасний адміністративний поділ Харківської області

Адміністративно-територіальний устрій Харківської області — поділ Харківської області задля доцільнішого використання людських і природних ресурсів. До складу області входить 7 районів, які далі поділяються на 56 територіальних громад. Адміністративний центр — місто Харків.
| Харківська область   |    |
| Станом на 01.01.2022 |    |
| Кількість районів    | 7  |
| Кількість громад     | 56 |

## Райони
| № | Район          | Адм. центр   | Адм. устрій |
| - | -------------- | ------------ | ----------- |
| 1 | Берестинський  | м. Берестин  | Адм. устрій |
| 2 | Богодухівський | м. Богодухів | Адм. устрій |
| 3 | Ізюмський      | м. Ізюм      | Адм. устрій |
| 4 | Куп'янський    | м. Куп'янськ | Адм. устрій |
| 5 | Лозівський     | м. Лозова    | Адм. устрій |
| 6 | Харківський    | м. Харків    | Адм. устрій |
| 7 | Чугуївський    | м. Чугуїв    | Адм. устрій |

## Історія
Див. також Історія Харківської області
1938 року надано статус міста 7 населеним пунктам: Мерефа, Люботин, Лозова, Чугуїв, Валки, Барвенкове і Балаклія.
У 1938 р. створено Сумський район (з Сумської міськради) та (1939) Дергачівський район.
04.01.1957 ліквідований Вільховатський район, 12.08.1959 скасовано 4 райони.
У 1962 р. після укрупнення сільських районів залишилось 13 районів. Тобто скасовувались 15 районів: Барвінківський, Близнюківський, Борівський, Дворічанський, Зачепилівський, Золочівський, Кегичівський, Краснокутський, Нововодолазький, Олексіївський, Петрівський, Печенізький, Старосалтівський, Харківський та Шевченківський. 
У 1965 р. деякі з них були відновлені до 20. У грудні 1966 р. відновилось ще 5 районів: Борівський, Дворічанський, Дергачівський, Зачепилівський та Кегичівський.
26 листопада 1976 р. Зміївський район перейменовано на Готвальдівський р-н.
У 2012 році змінено межі міста Харків, Дергачівського та Харківського районів.

### Адміністративний устрій до 2020 року
| №  | Адміністративно- територіальна одиниця | Населення, жит. | Населення, жит. | Населення, жит. | Площа, км² | Густота, осіб/км² | Адміністративний центр | Міста | СМТ | Села, селища | Селищні ради | Сільські ради | Склад      |
| №  | Адміністративно- територіальна одиниця | всього          | міське          | сільське        | Площа, км² | Густота, осіб/км² | Адміністративний центр | Міста | СМТ | Села, селища | Селищні ради | Сільські ради | Склад      |
| -- | -------------------------------------- | --------------- | --------------- | --------------- | ---------- | ----------------- | ---------------------- | ----- | --- | ------------ | ------------ | ------------- | ---------- |
| 1  | Балаклійський                          | 92794           | 57276           | 35518           | 1987       | 46,710            | Балаклія               | 1     | 3   | 56           | 3            | 20            | детальніше |
| 2  | Барвінківський                         | 32060           | 12798           | 19262           | 1365       | 23,5              | Барвінкове             | 1     | 2   | 59           | -            | 12            | детальніше |
| 3  | Близнюківський                         | 25768           | 4939            | 20829           | 1380       | 18,670            | Близнюки               | -     | 1   | 96           | 1            | 19            | детальніше |
| 4  | Богодухівський                         | 47560           | 22017           | 25543           | 1160       | 40,990            | Богодухів              | 1     | 2   | 75           | 2            | 20            | детальніше |
| 5  | Борівський                             | 21228           | 6806            | 14422           | 875        | 24,250            | Борова                 | -     | 1   | 37           | 1            | 1             | детальніше |
| 6  | Валківський                            | 36808           | 15633           | 21175           | 1011       | 36,430            | Валки                  | 1     | 2   | 99           | 2            | 17            | детальніше |
| 7  | Великобурлуцький                       | 28287           | 7516            | 20771           | 1221       | 23,170            | Великий Бурлук         | -     | 2   | 81           | 2            | 16            | детальніше |
| 8  | Вовчанський                            | 54569           | 30545           | 24024           | 1889       | 28,890            | Вовчанськ              | 1     | 3   | 91           | 3            | 23            | детальніше |
| 9  | Дворічанський                          | 22323           | 4410            | 17913           | 1112       | 20,070            | Дворічна               | -     | 1   | 54           | 1            | 13            | детальніше |
| 10 | Дергачівський                          | 98521           | 69953           | 28568           | 900        | 109,460           | Дергачі                | 1     | 7   | 55           | 7            | 7             | детальніше |
| 11 | Зачепилівський                         | 19059           | 4409            | 14650           | 794        | 24,000            | Зачепилівка            | -     | 1   | 37           | 1            | 9             | детальніше |
| 12 | Зміївський                             | 81307           | 36888           | 44419           | 1365       | 59,580            | Зміїв                  | 1     | 2   | 74           | 2            | 13            | детальніше |
| 13 | Золочівський                           | 34052           | 11495           | 22557           | 969        | 35,160            | Золочів                | -     | 1   | 72           | 1            | 13            | детальніше |
| 14 | Ізюмський                              | 22256           | -               | 22256           | 1554       | 14,330            | Ізюм                   | -     | -   | 60           | -            | 17            | детальніше |
| 15 | Кегичівський                           | 23459           | 9450            | 14009           | 783        | 29,980            | Кегичівка              | -     | 2   | 38           | 2            | 14            | детальніше |
| 16 | Коломацький                            | 9038            | 3844            | 5194            | 330        | 27,430            | Коломак                | -     | 1   | 33           | 1            | 4             | детальніше |
| 17 | Красноградський                        | 49224           | 22444           | 26780           | 985        | 49,970            | Красноград             | 1     | -   | 55           | -            | 13            | детальніше |
| 18 | Краснокутський                         | 33122           | 10019           | 23103           | 1041       | 31,820            | Краснокутськ           | -     | 2   | 64           | 2            | 11            | детальніше |
| 19 | Куп'янський                            | 29882           | -               | 29882           | 1280       | 23,340            | Куп'янськ              | -     | -   | 70           | -            | 19            | детальніше |
| 20 | Лозівський                             | 34551           | 11737           | 22814           | 1404       | 24,620            | Лозова                 | -     | 2   | 82           | 2            | 19            | детальніше |
| 21 | Нововодолазький                        | 40888           | 14195           | 26693           | 1183       | 34,570            | Нова Водолага          | -     | 2   | 56           | 2            | 13            | детальніше |
| 22 | Первомайський                          | 19999           | -               | 19999           | 1195       | 16,740            | Первомайський          | -     | -   | 58           | -            | 18            | детальніше |
| 23 | Печенізький                            | 11827           | 6033            | 5794            | 468        | 25,300            | Печеніги               | -     | 1   | 11           | 1            | 4             | детальніше |
| 24 | Сахновщинський                         | 26448           | 8625            | 17823           | 1170       | 22,610            | Сахновщина             | -     | 1   | 63           | 1            | 15            | детальніше |
| 25 | Харківський                            | 186586          | 125322          | 61264           | 1403       | 132,950           | Харків                 | 2     | 14  | 68           | 14           | 14            | детальніше |
| 26 | Чугуївський                            | 51077           | 28836           | 22241           | 1149       | 44,470            | Чугуїв                 | -     | 6   | 34           | 6            | 13            | детальніше |
| 27 | Шевченківський                         | 23290           | 7306            | 15984           | 977        | 23,830            | Шевченкове             | -     | -   | 19           | -            | 15            | детальніше |

| № | Місто- обласного значення | Населення, жит. | Населення, жит. | Населення, жит. | Площа, км² | Густота, осіб/км² | Адміністративний центр | Міста | СМТ | Села, селища | Селищні ради | Сільські ради | Склад                      |
| № | Місто- обласного значення | всього          | міське          | сільське        | Площа, км² | Густота, осіб/км² | Адміністративний центр | Міста | СМТ | Села, селища | Селищні ради | Сільські ради | Склад                      |
| - | ------------------------- | --------------- | --------------- | --------------- | ---------- | ----------------- | ---------------------- | ----- | --- | ------------ | ------------ | ------------- | -------------------------- |
| 1 | Ізюм                      | 56075           | 56075           | -               | 41         | 1374,390          | -                      | 1     | -   | -            | -            | -             | - Ізюмська міська рада     |
| 2 | Куп'янськ                 | 62705           | 62705           | -               | 33         | 963,680           | -                      | 1     | 2   | -            | 2            | -             | - Куп'янська міська рада   |
| 3 | Лозова                    | 73707           | 71959           | 1748            | 18         | 3570,550          | -                      | 1     | 1   | 5            | 1            | 1             | - Лозівська міська рада    |
| 4 | Люботин                   | 26805           | 24031           | 2774            | 31         | 768,710           | -                      | 1     | -   | 4            | -            | -             | - Люботинська міська рада  |
| 5 | Первомайський             | 33319           | 32826           | 463             | 31         | 1065,780          | -                      | 1     | -   | 1            | -            | -             | - Первомайська міська рада |
| 6 | Харків                    | 1449871         | 1449871         | -               | 306        | 4737,520          | -                      | 1     | -   | -            | -            | -             | - Харківська міська рада   |
| 7 | Чугуїв                    | 37348           | 36438           | 9110            | 13         | 2846,720          | -                      | 1     | -   | 2            | -            | -             | - Чугуївська міська рада   |